# Пестриков Віктор Олександрович
Ві́ктор Олекса́ндрович Пе́стриков (4 серпня 1941 — 17 лютого 1993, Київ, Україна) — радянський футболіст та тренер, захисник та півзахисник київських «Динамо» та СКА, харківського «Металіста» та житомирського «Автомобіліста».

## Життєпис
Вперше у основному складі «Динамо» Віктор Пестриков з'явився ще у 1959 році, однак дебют для молодого захисника виявився вкрай невдалим — кияни поступилися у 1/16 фіналу Кубка СРСР томському «Сибелектромотору», що був середняком класу «Б» радянського чемпіонату. Після цієї невдачі юний футболіст протягом двох сезонів виступав лише за «дубль» киян, очікуючи на шанс, надавати який йому тренери «Динамо» чомусь не поспішали. Винагороду за терпіння та працездатність Віктор отримав 8 липня 1961 року, замінивши по ходу матчу з московським «Спартаком» Анатолія Сучкова. Завдяки зусиллям Пестрикова та його партнерів по захисту киянам вдалося втримати переможний рахунок у матчі та зробити ще один крок до такого довгоочікуваного чемпіонства. У підсумку цей успіх став історичним для всього українського футболу, адже «динамівцям» вдалося перервати багаторічну гегемонію московських клубів, що тривала з 1936 року!
Протягом наступних двох сезонів Віктор почав з'являтися на полі дедалі частіше, однак здобути місце в основі йому ніяк не вдавалося. Безумовно, це гнітило амбіційного юнака, що прагнув проводити на полі якомога більше хвилин, тож сезон 1964 року Пестриков розпочав вже у складі харківського «Авангарда». Витративши сезон на адаптацію до нової команди, у 1965 році Віктор впритул наблизився до статусу гравця основи та зробив важливий внесок у здобуття командою «бронзи» 2-ї групи класу «А». Сезон 1966 року Пестриков знову розпочав у Києві, однак не в рідному для себе «Динамо», а у амбіційному СКА, що підвищився у класі за підсумками минулого сезону. Досвід Віктора виявився для його нової команди вельми доречним — він став одним зі стовпів оборони армійського клубу, що здійснив справжній фурор у другому за рангом радянському дивізіоні. Протягом усіх чотирьох сезонів, що провів у команді Віктор Пестриков, київські армійці неодмінно посідали у своїй підгрупі місце не нижче 2-го, а у 1967 році спромоглися завоювати бронзові нагороди фінального етапу змагань. Цікаво, що у 1968—1969 роках партнером Пестрикова по лінії захисту був майбутній володар Кубка Кубків та Суперкубка Європи Володимир Трошкін, що лишень розпочинав тоді свою стрімку та успішну кар'єру.
У 1970 році Пестриков повернувся до Харкова — цього разу беззаперечним гравцем основи. Тренером «Металіста» на той час був Віктор Каневський, колишній партнер Пестрикова по київському «Динамо». Втім, у 1971 році 30-річний захисник, який за радянськими мірками вже вважався ветераном, почав дедалі рідше з'являтися на полі, поступаючись місцем у складі молодшим партнерам. Зрештою, він вирішив залишити клуб та пристати на пропозицію житомирського «Автомобіліста», що виступав у другій лізі чемпіонату.
Завершивши у 1974 році кар'єру гравця, Пестриков певний час працював помічником головного тренера «Автомобіліста», після чого перейшов до лав дніпропетровського «Дніпра», де разом з Андрієм Бібою займався підготовкою гравців дублюючого складу. Саме він відкрив для великого футболу майбутнього капітана київського «Динамо» Анатолія Дем'яненка, розгледівши його талант серед десятків інших хлопців у ДЮСШ «Дніпро-75». Чудові стосунки з Дем'яненком Віктор Олександрович підтримував і після закінчення свого футбольного життя.
У 1977 році Пестриков залишив Дніпропетровськ, а наступний сезон розпочав вже у статусі начальника команди «Десна» (Чернігів). У 1984 році Віктор Олександрович нетривалий час обіймав таку ж посаду в черкаському «Дніпрі», а наприкінці весни повернувся до Києва та приступив до виконання обов'язків методиста з виробничої гімнастики на нашому підприємстві. Він значною мірою сприяв популяризації спорту на заводі, влаштовуючи зустрічі працівників з вищезгаданим Анатолієм Дем'яненком, Андрієм Бібою, спортивним коментатором Валентином Щербачовим та іншими.
Втім, наприкінці 1986 року Пестриков у пошуках кращих умов перейшов на посаду слюсаря колісного цеху та одразу ж зарекомендував себе як вправний працівник, хоча робота була для нього незнайомою і усі особливості слюсарної справи він опановував з нуля. Віктор Олександрович ніколи не боявся професійних викликів і завжди радо приймав нові можливості для розвитку. Саме тому Пестриков майже щороку змінював місце роботи, поперемінно працюючи у колісному цеху та ЦЕН. Останнім місцем роботи Віктора Олександровича став ремонтно-комплектувальний цех, куди він влаштувався наприкінці вересня 1992 року.
У лютому 1993 року Віктор Пестриков помер на 52-му році життя. Похований на Байковому кладовищі у Києві.

## Досягнення
- Брав участь у чемпіонському (1961) сезоні «Динамо», однак провів всього 1 матч, чого замало для отримання медалей